# East Los Angeles
East Los Angeles és una concentració de població designada pel cens dels Estats Units a l'estat de Califòrnia. Segons el cens del 2000 tenia 124.283 habitants.

## Demografia
Segons el cens del 2000, East Los Angeles tenia 124.283 habitants, 29.844 habitatges, i 25.068 famílies. La densitat de població era de 6.449,7 habitants/km².
Dels 29.844 habitatges en un 51,7% hi vivien nens de menys de 18 anys, en un 53,1% hi vivien parelles casades, en un 21,7% dones solteres, i en un 16% no eren unitats familiars. En el 12,5% dels habitatges hi vivien persones soles el 6,4% de les quals corresponia a persones de 65 anys o més que vivien soles. El nombre mitjà de persones vivint en cada habitatge era de 4,15 i el nombre mitjà de persones que vivien en cada família era de 4,42.
Per edats la població es repartia de la següent manera: un 34,6% tenia menys de 18 anys, un 12,6% entre 18 i 24, un 30,7% entre 25 i 44, un 14,2% de 45 a 60 i un 7,9% 65 anys o més.
L'edat mediana era de 26 anys. Per cada 100 dones de 18 o més anys hi havia 99,2 homes.
La renda mediana per habitatge era de 28.544 $ i la renda mediana per família de 29.755 $. Els homes tenien una renda mediana de 21.065 $ mentre que les dones 18.475 $. La renda per capita de la població era de 9.543 $. Entorn del 24,7% de les famílies i el 27,2% de la població estaven per davall del llindar de pobresa.

## Poblacions més properes
El següent diagrama mostra les poblacions més properes.